# Emil Winkler
Emil Winkler, född 18 april 1835 i Falkenberg vid Torgau, död 27 augusti 1888 i Berlin, var en tysk väg- och vattenbyggnadsingenjör.
Winkler var en tid anställd vid sachsiska vattenbyggnadsdirektionen, blev 1863 privatdocent vid Dresdens Polytechnikum, 1865 professor i ingenjörsbyggnadskonst vid Prags Polytechnikum, 1868 professor i järnvägs- och brobyggnadskonst vid tekniska högskolan i Wien och 1870 vid Byggnadsakademien i Berlin. Han utarbetade flera viktiga beräkningsmetoder inom sina specialområden samt utgav flera bemärkta läroböcker och föreläsningar i bro- och järnvägsbyggnadskonst.